# Бренешть (Ілфов)
Бренешть, Бренешті (рум. Brănești) — село у повіті Ілфов в Румунії. Адміністративний центр комуни Бренешть.
Село розташоване на відстані 18 км на схід від Бухареста, 144 км на південний схід від Брашова.

## Населення
За даними перепису населення 2002 року у селі проживали 6350 осіб, з них 6345 осіб (99,9%) румунів. Рідною мовою 6349 осіб (> 99,9%) назвали румунську.